# Wolverine: Adamantium Rage
Wolverine: Adamantium Rage es un videojuego de acción y plataformas lanzado para Super NES y Sega Genesis en 1994. La versión Genesis fue desarrollada por Teeny Weeny Games, mientras que la versión Super NES fue desarrollada por Bits Studios. Ambas versiones del título se desarrollaron por separado y diferían entre sí en algunas áreas clave, pero su historia inicial y su modo de juego siguen siendo similares. Es uno de los primeros videojuegos en presentar un sistema de recarga de salud, aunque Wolverine ha podido recargar su salud en juegos anteriores de los X-Men.

## Historia
La versión de Super NES sigue a Wolverine mientras recibe una transmisión misteriosa a través de una computadora. Alguien o algo tiene información sobre su pasado y organiza una reunión en un lugar no revelado de Canadá. Es aquí donde comienza la primera etapa del juego: un laboratorio repleto de guardias armados y robots centinelas.
La versión de Génesis tiene una narrativa que es un poco más vaga en su presentación. Se muestra a Wolverine sosteniendo una fotografía de alguien de su pasado y expresa su deseo de venganza. Luego se le envía un mensaje por computadora que le muestra el procedimiento al que se sometió y que unió adamantium a sus huesos. Es en este punto donde comienza el mismo nivel de laboratorio sin mucha explicación de por qué o cómo llegó Wolverine allí. El manual de instrucciones dice que el mensaje de la computadora lo dirige al Laboratorio de Arma X.
El resto de ambos juegos ve a Wolverine persiguiendo detalles de su pasado mientras se encuentra y lucha contra varios villanos en el camino. Los jefes incluyen Albert, The Hunter from Darkness, Sabretooth (que falta en la versión de Super NES), Lady Deathstrike, Cyber, Shinobi Shaw, Bloodscream y Trevor Fitzroy.

## Jugabilidad
Ambas versiones son plataformas de acción/aventura, y el jugador guía a través de grandes niveles de varios pisos, atacando enemigos o resolviendo acertijos para darle acceso a nuevas áreas. La versión Super NES requiere que se destruya una cantidad determinada de enemigos antes de que se otorgue la entrada a la siguiente área. Ambas versiones tienen un límite de tiempo que expira si el jugador tarda demasiado, después de lo cual el personaje Elsie-Dee encuentra automáticamente a Wolverine y lo mata, desperdiciando una de sus cinco vidas (versión Génesis) o dándole al jugador un game over (versión Super NES). Ambos juegos cuentan con una función de contraseña que permite al jugador continuar el juego en cualquier nivel. Ambos juegos le dan a Wolverine un porcentaje de su salud disponible, siempre comenzando en el 100%. Al recibir daño, su energía se recuperará con el tiempo gracias a su factor de curación mutante. La versión Super NES hace que este sea un proceso más lento, pero los jugadores de Genesis tienen el beneficio de un temporizador de cuenta regresiva que les permite saber qué tan cerca está Elsie-Dee de encontrar a Wolverine: este temporizador se reinicia en puntos de control específicos.
Wolverine tiene diferentes conjuntos de movimientos según la versión del juego. La Super NES solo le otorga a Wolverine un ataque de garra principal, pero Wolverine puede trepar por cualquier pared o techo con sus garras, y puede dar saltos y realizar saltos altos. La versión Genesis más centrada en la acción tiene a Wolverine capaz de realizar una multitud de ataques de garras, y tiene un salto doble que hace que Wolverine se convierta en una bola y recorra una distancia corta. La versión de Sega también le da al jugador un ataque de estocada que puede usarse para saltar grandes distancias así como para atacar, y un giro rápido que recorre una gran distancia por el suelo y permite al personaje pasar por debajo de todas las balas enemigas.
Cada etapa generalmente termina con una confrontación de jefes, y estos también difieren de un nivel a otro entre cada versión. A pesar de tener un ritmo más rápido y estar más centrado en el combate, la versión de Sega también pone más énfasis en la resolución básica de acertijos y la navegación de niveles, y no en la destrucción forzada del enemigo como lo hace la versión de Super NES.

## Recepción
La versión Super NES del juego recibió críticas mixtas a positivas, mientras que la versión Genesis recibió críticas generalmente negativas. Electronic Gaming Monthly le dio a la versión Super NES un 6.2 de 10, y señaló que, "Wolverine tiene muchos movimientos y mucha técnica, y los fanáticos del personaje cómico definitivamente querrán ver este. Pero al final, es una acción de rutina". GamePro dijo que "los gráficos nítidos, la acción ininterrumpida y los desafíos intensos hacen de este juego un oponente formidable para cualquier superjugador". Comentaron que los gráficos y la animación eran comparables a "un libro de historietas cobrado vida". Next Generation revisó la versión SNES del juego, calificándola con dos estrellas de cinco, y declaró que "podrías obtener la misma cantidad de 'Adamantium Rage' de una copia antigua de Impossible Mission. Si eres un Wolverine fan, ve por SNES X-Men de Capcom".
GamePro criticó la versión de Genesis, criticando el diseño genérico, la falta de entusiasmo y muy especialmente los controles, que dijeron que son tan pobres que incluso borrar el primer nivel es casi imposible. Concluyeron, "cuando lo más destacado de un juego son sus gráficos y sonidos mediocres, eso debería desencadenar una bandera roja inmediata". "Electronic Gaming Monthly" le dio un 4.25 sobre 10. Aunque sus cuatro revisores estaban divididos acerca de los gráficos del juego, comentaron unánimemente que los controles son notablemente pobres. Dos de ellos también se quejaron del número de "hits instantáneos". Next Generation revisó la versión Genesis del juego, calificándola con dos estrellas de cinco, y declaró que "Wolverine es un peleador de plataformas decente, pero al final es solo otro peleador de plataformas. Y por aquí eso solo es bueno para dos".